# Joan Baez in Concert, Part 2
| Recensione                        | Giudizio |
| --------------------------------- | -------- |
| AllMusic                          | [ 4 ]    |
| The New Rolling Stone Album Guide | [ 5 ]    |

Joan Baez in Concert, Part 2 è un album Live di Joan Baez, pubblicato dalla Vanguard Records nel novembre del 1963. Il disco fu registrato in vari concerti nel corso del Miss Baez Tours, il brano We Shall Overcome fu registrato al Miles College di Birmingham, Alabama (Stati Uniti).

## Tracce
Lato A
1. Once I Had a Sweetheart – 2:51 (Brano tradizionale)
2. Jackaroe – 2:57 (Brano tradizionale)
3. Don't Think Twice, It's All Right – 2:58 (Bob Dylan)
4. We Shall Overcome – 3:18 (Guy Carawan, Arthur Hamilton, Zilphia Horton, Pete Seeger)
5. Portland Town – 2:39 (Derroll Adams)
6. Queen of Hearts – 2:15 (Brano tradizionale)
7. Medley – 4:39

Lato B
1. Long Black Veil – 2:55 (Danny Dill, Marijohn Wilkin)
2. Fennario – 3:40 (Brano tradizionale) – Dedicato a Jonathan Biltchik
3. 'Nu bello cardillo – 3:14 (Brano tradizionale)
4. With God on Our Side – 6:08 (Bob Dylan)
5. Three Fishers – 2:45 (Charles Kingsley (testi), John Hullah (musica))
6. Hush Little Baby – 2:00 (Brano tradizionale)
7. Battle Hymn of the Republic – 2:45 (Julia Ward Howe)

Edizione CD del 2002, pubblicato dalla Vanguard Records (79599)
1. Once I Had a Sweetheart – 3:11 (Bert Jansch, John Renbourn, Terry Cox)
2. Jackaroe – 3:05 (Brano tradizionale; arrangiamento di Joan Baez)
3. Don't Think Twice, It's All Right – 3:10 (Bob Dylan)
4. We Shall Overcome – 3:30 (Guy Carawan, Arthur Hamilton, Zilphia Horton, Pete Seeger)
5. Portland Town – 2:48 (Derroll Adams)
6. Queen of Hearts – 2:30 (Brano tradizionale; arrangiamento di Joan Baez)
7. Manhã de Carnaval / Te ador – 4:50 (Antônio Maria, Luiz Bonfá / Brano tradizionale)
8. Long Black Veil – 3:04 (Danny Dill, Marijohn Wilkin)
9. Fennario – 4:00 (Brano tradizionale; arrangiamento di Joan Baez)
10. 'Nu bello cardillo – 2:56 (Brano tradizionale; arrangiamento di Joan Baez)
11. With God on Our Side – 6:14 (Bob Dylan)
12. Three Fishers – 2:44 (Charles Kingsley (testi), John Hullah (musica))
13. Hush Little Baby – 1:24 (Brano tradizionale; arrangiamento di Joan Baez)
14. Battle Hymn of the Republic – 3:23 (Julia Ward Howe)
15. Rambler Gambler – 2:04 (Brano tradizionale; arrangiamento di Joan Baez) – Bonus Track
16. Railroad Bill – 2:07 (Brano tradizionale; arrangiamento di Joan Baez) – Bonus Track
17. The Death of Emmett Till – 3:53 (A.C. Bilbrew) – Bonus Track
18. Tomorrow Is a Long Time – 3:14 (Bob Dylan) – Bonus Track
19. When First Unto This Country a Stranger I Came – 2:45 (Brano tradizionale; arrangiamento di Joan Baez) – Bonus Track

- Brano Once I Had a Sweetheart nell'album originale è accreditato come brano tradizionale, sul CD è attribuito a Bert Jansch, John Renbourn e Terry Cox
- Brano nr. 18 registrato nel 1963 a Forest Hills, New York (Stati Uniti)
- Brani nr. 17 e 19 registrati nel 1963 a Knoxville, Tennessee (Stati Uniti)[3]

## Musicisti
- Joan Baez - chitarra acustica, voce

Note aggiuntive
- Maynard Solomon - produttore originale (LP)
- Mark Spectror - produttore riedizione su CD
- I brani dell'album furono registrati in vari concerti tra il 1961 ed il 1963
- Il brano We Shall Overcome fu registrato al Miles College di Birmingham, Alabama
- Il brano Rambler Gambler fu pubblicato in precedenza (del CD) sull'album Very Early Joan
- I brani: Death of Emmett Till e When First Unto This Country a Stranger I Came furono registrati nel 1963 a Knoxville, Tennessee
- Il brano: Tomorrow Is a Long Time fu registrato nel 1963 a Forest Hills, New York
- Fred Powledge - fotografia copertina dell'album originale
- David Gahr - fotografia copertina CD
- Bob Dylan - note retrocopertina album originale
- Arthur Levy - note libretto CD
- Jules Halfant - art direction (album originale)[8]